# Vlag van Manhattan

Vlag van Manhattan

De officieuze vlag van Manhattan lijkt erg op de vlag van de stad New York. Het enige verschil met de stadsvlag is het gebruik van de zegel van Manhattan in plaats van het stadszegel van New York. De zegel lijkt op dat van de stad, maar is cirkelvormig. Het heeft twee sterren aan de onderkant en wordt omringd door de inscriptie "Borough of Manhattan November 1, 1683". De datum onderaan is de datum waarop de provincie New York door gouverneur Thomas Dongan van New York werd verdeeld in twaalf districten en New York County (Manhattan) werd gecreëerd, met dezelfde rand die vandaag de dag nog wordt gebruikt.
Het stadsdeel heeft variaties op zijn officiële vlag gebruikt, met wijzigingen aan de zegel. Een daarvan bevat de omringende inscriptie "The President of the Borough of Manhattan NYC" om de instelling te vertegenwoordigen bij officiële gelegenheden wanneer de Borough President aanwezig is. Een andere vlag is gebruikt door de borough, het bestaat uit dezelfde lay-out, met een vereenvoudigde zegel zonder de twee sterren verwijderd uit de zegel, en met de datum verwijderd uit de inscriptie.